# Mytheresa.com
Mytheresa.com ist ein deutsches börsennotiertes E-Commerce-Unternehmen im Bereich Luxusmode mit Sitz in München.
Als  digitale Multi-Brand-Plattform für Luxus vertreibt Mytheresa international Kleidung, Schuhe und Accessoires für Damen, Herren und Kinder sowie Lifestyle-Produkte und Schmuck.

## Hintergrund
1987 eröffneten Susanne und Christoph Botschen in der Münchener Innenstadt die Boutique „Theresa.“, in der sie Designermode für Damen verkauften. 2006 ergänzt das Ehepaar den stationären Einzelhandel mit der Gründung von Mytheresa. Der Onlineshop bietet Kleidung, Schuhe, Taschen, Accessoires und Echtschmuck von mehr als 200 Designern, wie Bottega Veneta, Brunello Cuccinelli, Dolce & Gabbana, Gucci, Loewe, Loro Piana, Moncler, Prada, Saint Laurent, The Row, Valentino  an. 2010 investierte der Wagniskapitalgeber Acton Capital Partners und hielt fortan ein Minderheitsanteil.
Im Jahr 2014 wurde mytheresa.com an die Neiman Marcus, eine US-amerikanische Nobelkaufhauskette, für 150 Millionen Euro verkauft.
Seit März 2015 fungiert Michael Kliger als Geschäftsführer von Mytheresa. Das Unternehmen betreibt Webseiten in den Sprachen Deutsch, Englisch, Französisch, Arabisch, Chinesisch, Koreanisch und Spanisch und liefert laut eigenen Angaben in über 130 Länder.
Seit 2019 führt der Shop neben Damen- auch Kindermode, im Januar 2020 wurde das Sortiment um Herrenmode erweitert.
Im Mai 2020 meldete Neiman Marcus Insolvenz nach Chapter 11 an. Mytheresa wurde durch Finanzinvestoren aus der Konkursmasse herausgelöst und über Gesellschafterdarlehen von USD 200 Mio. zwischenfinanziert. Im Januar 2021 wurde die unmittelbare Muttergesellschaft, MYT NetherlandsN an die US-Börse NYSE gebracht; der Emissionserlös von USD 407 Mio. dienten zur Rückzahlung der Gesellschafterkredite; der Rest floss dem Unternehmen zur Finanzierung des starken Wachstums zu.
Im Jahr 2022 erweiterte Mytheresa mit der Einführung der Kategorie „Life“ sein Luxusangebot auf Wohnkultur- und Lifestyle-Produkte. Im Jahr 2023 wurde das Sortiment mit Certified Pre-Owned Uhren in Kollaboration mit Bucherer ergänzt und das Fine Jewelry Sortiment erweitert. Im Herbst 2023 eröffnete Mytheresa ein neues 55.000 m² großes Distributionszentrums am Flughafen Halle/Leipzig. Bis 2030 sollen hier bis zu 1.000 Mitarbeitende arbeiten.
Im Oktober 2024 wurde bekannt, dass die MYT Netherlands Parent B.V. (Mytheresa), bei Zustimmung der Behörden, das Online-Mode- und Accessoires-Geschäft Yoox Net-A-Porter (YNAP) von Richemont übernimmt und Richemont im Gegenzug ein Drittel an Mytheresa Aktien.
Im April 2025 hat Mytheresa die Übernahme von YOOX NET-A-PORTER von Richemont erfolgreich abgeschlossen, nachdem alle Bedingungen, einschließlich des Erhalts aller bedingungslosen Genehmigungen der zuständigen Aufsichtsbehörden, erfüllt wurden. Nach der Übernahme ist die neu gegründete Gruppe LuxExperience B.V. (die umbenannte Muttergesellschaft von Mytheresa) der alleinige Anteilseigner von NET-A-PORTER, MR PORTER, YOOX und THE OUTNET.